# Xã Marion, Quận Phillips, Arkansas
Xã Marion (tiếng Anh: Marion Township) là một xã thuộc quận Phillips, tiểu bang Arkansas, Hoa Kỳ. Năm 2010, dân số của xã này là 589 người.